# Нідзиця
Нідзи́ця (пол. Nidzica, раніше Nibork, нім. Neidenburg) — місто в північно-центральній Польщі, на річці Вкра.
Адміністративний центр Нідзицького повіту Вармінсько-Мазурського воєводства.

## Демографія
Демографічна структура станом на 31 березня 2011 року:
|          | Загалом | Допрацездатний вік | Працездатний вік | Постпрацездатний вік |
| -------- | ------- | ------------------ | ---------------- | -------------------- |
| Чоловіки | 7008    | 1381               | 5023             | 604                  |
| Жінки    | 7536    | 1277               | 4648             | 1611                 |
| Разом    | 14544   | 2658               | 9671             | 2215                 |